# Hjørring állomás
Hjørring állomás vasútállomás Dániában, Hjørring településen.

## Vasútvonalak
Az állomást az alábbi vasútvonalak érintik:
- Hirtshalsbanen
- Frederikshavn–Aalborg-vasútvonal

## Kapcsolódó állomások
A vasútállomáshoz az alábbi állomások vannak a legközelebb:
- Vrå vasútállomás (Aalborg vasútállomás, Frederikshavn–Aalborg-vasútvonal)
- Hjørring East station (Frederikshavn vasútállomás, Frederikshavn–Aalborg-vasútvonal)
- Kvægtorvet vasúti megálló (Hirtshals vasútállomás, Hirtshalsbanen)
- Hæstrup Station (–1971, Aalborg vasútállomás, Frederikshavn–Aalborg-vasútvonal)